# Dalam (Karang Baru)
Dalam is een bestuurslaag in het regentschap Aceh Tamiang van de provincie Atjeh, Indonesië. Dalam telt 3214 inwoners (volkstelling 2010).